# Karussell (2016)
Karussell ist ein österreichischer 360°-Spielfilm aus dem Jahr 2016 von Gerda Leopold. Der Film ist aus Sicht der Protagonisten gedreht. Die Premiere erfolgte am 5. Juni 2016 im Zentrum für Kunst und Medien in Karlsruhe. Die österreichische Premiere fand am 19. Juni 2016 im Ehrenhof vor dem Unteren Belvedere in Wien statt. Für die Filmvisualisierung wurde ein eigener Projektionsraum konzipiert. Karussell wurde auf die 50. Hofer Filmtage 2016 eingeladen.

## Handlung
Die Handlung basiert auf der Struktur des Dramas Reigen von Arthur Schnitzler. Die Struktur des Reigen ist, eine Person trifft auf eine andere, hat etwas mit ihr, die zweite Person hat wiederum etwas mit einer weiteren, die wiederum etwas mit einer Neuen hat und so weiter, bis die letzte Person auf die erste trifft und so den Reigen schließt. Im Bus nach Wien treffen sich Puppenspieler und Lyrikerin. Der Puppenspieler erzählt der Lyrikerin, dass er seine Freundin und seine kleine Tochter überraschen will, er wird jetzt bei ihnen bleiben und nicht mehr monatelang auf Tournee fahren. Er versucht herauszufinden, was die Lyrikerin an Wien nicht mag, doch sie erzählt nur, dass sie schon 20 Jahre nicht mehr in der Stadt war. Er schafft es, sie zu überreden nicht einfach umzusteigen, sondern sich Wien einen Tag anzuschauen. Beide gehen durch ihren Tag, die Lyrikerin trifft auf einen aufgeweckten jungen Mann im Café, der sie nicht nur intellektuell fasziniert, doch als sie auf ihren Exmann, den Verleger trifft, wird klar, wer der junge Mann eigentlich ist; die Heimkehr des Puppenspielers wird dadurch verzögert, dass er mit seiner ehemaligen Geliebten, der Theaterintendantin einen Vertrag über sein neues Stück aushandeln will. Die Theaterintendantin stellt dafür die Bedingung, dass er sich ab nun um ihren gemeinsamen Sohn kümmern muss. Am besten gleich heute Abend! Seine Freundin, die Maskenbildnerin, sitzt zu Hause und wartet auf ihn, sie weiß weder von seiner Beziehung zur Theaterintendantin noch, dass der Vater des Sohnes der Theaterintendantin ihr Freund, der Puppenspieler ist.
Als die Lyrikerin und der Puppenspieler nach 24 Stunden wieder aufeinander treffen, ist nichts mehr wie es vorher war.

## Format
Karussell ist ein 360°-Spielfilm, der aus der Perspektive der Schauspieler gedreht wurde. Die Schauspieler tragen einen Helm, auf dem fünf Kameras montiert sind, die vorne, links, rechts, oben und hinten aufnehmen. Die Kameras wurden abwechselnd von den Schauspielern getragen. Die so entstandenen fünf Filme wurden geschnitten und nach Fertigstellung in einem eigens dafür entwickelten Raumkino vorgeführt. Das Raumkino besteht aus vier Wänden plus Decke, die Dimensionen des Raumkinos sind 10 × 10 × 8 m. 70 Zuschauer finden darin Platz.
Die Handlung aus dem subjektiven Erleben heraus zu filmen ist das Rückgrat des Films Karussell, da sich bei der Drehung des Kopfes des Protagonisten der gesamte Raum mit fünf Kameras synchron dreht. Durch das subjektive Erleben werden Handlungen körperlich erfahrbar und der Zuschauer erlebt die Geschehnisse der Handlung genauso wie sie die Protagonisten erleben. Die Zuschauer sind umgeben vom Erleben der Protagonisten.

## Produktion
Die Dreharbeiten fanden im August und September 2014 in Wien statt. Bei den Außenaufnahmen wurden vor allem Motive berücksichtigt, die den Übergang zwischen Altem und Neuem Wien zeigen. In der Theaterszene sind als Kulisse wientypische Touristenmotive wie der Stephansdom oder das Wiener Riesenrad zu sehen.
Karussell ist ohne jegliche öffentliche Förderung entstanden und wurde von der Produktionsfirma Amiluxfilm erstellt.